# Lindia euchromatica
Lindia euchromatica är en hjuldjursart som beskrevs av John R. Edmondson 1938. Lindia euchromatica ingår i släktet Lindia och familjen Lindiidae. Inga underarter finns listade i Catalogue of Life.